# Cryptocephalus optimus
Cryptocephalus optimus är en skalbaggsart som beskrevs av Schöller 2002. Cryptocephalus optimus ingår i släktet Cryptocephalus och familjen bladbaggar. Inga underarter finns listade i Catalogue of Life.